# Zbigniew Kuciewicz
Zbigniew Leopold Kuciewicz (ur. 15 listopada 1926, zm. 7 października 2015) – polski działacz podziemia niepodległościowego w czasie II wojny światowej, żołnierz Związku Jaszczurczego i Narodowych Sił Zbrojnych, uczestnik powstania warszawskiego, działacz kombatancki, prezes Związku Żołnierzy NSZ, trener pływacki, działacz sportowy.

## Życiorys

### Podziemie niepodległościowe i działalność kombatancka
W czasie okupacji niemieckiej działał w polskim podziemiu niepodległościowym w ramach Związku Jaszczurczego od 1941 roku, a następnie od 1943 roku w ramach plutonu pionierów Narodowych Sił Zbrojnych. Był również założycielem konspiracyjnego piłkarskiego Klubu Sportowego „7". W powstaniu warszawskim brał udział w ramach struktur Zgrupowania „Chrobry II”. Był kawalerem Krzyża Walecznych. Po zakończeniu działań wojennych brał udział w działalności podziemia antykomunistycznego w ramach struktur Zrzeszenia Wolność i Niezawisłość. Był wieloletnim wiceprezesem, a w latach 2011–2015 prezesem Zarządu Głównego Związku Żołnierzy NSZ.

### Działalność sportowa

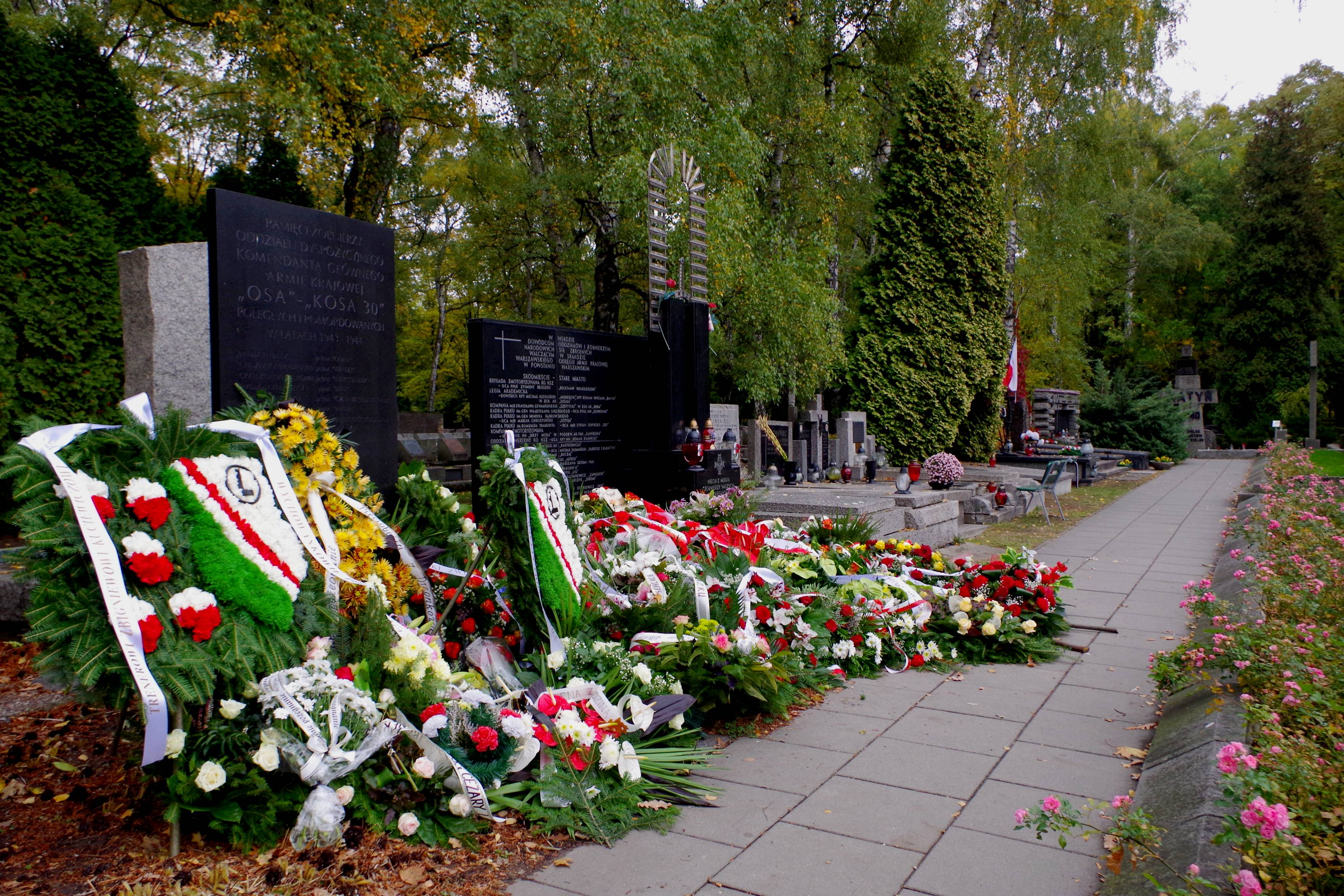
Grób działacza kombatanckiego i sportowego Zbigniewa Kuciewicza na Cmentarzu Wojskowym na Powązkach w Warszawie

W latach 1947–1950 studiował w Akademii Wychowania Fizycznego w Warszawie (pracę magisterską obronił w 1969). Pracował jako trener pływania w Polonii Warszawa na przełomie lat 50. i 60., twórca jej sukcesów w tym okresie, od 1970 pracował jako trener tej konkurencji z polską kadrą narodową w pięcioboju nowoczesnym oraz w klubie CWKS Legia Warszawa. W czasie jego pracy reprezentanci Polski zdobyli złoto olimpijskie (Janusz Pyciak-Peciak w 1976), indywidualne mistrzostwo świata (Janusz Pyciak-Peciak w 1977), drużynowe mistrzostwo świata (1977 i 1978) oraz dwa srebrne (Janusz Pyciak-Peciak w 1978 i 1979) i jeden brązowy medal (Sławomir Rotkiewicz w 1977) na mistrzostwach świata indywidualnie. W 1977 został wybrany trenerem roku przez Przegląd Sportowy (razem z Bolesławem Bogdanem – głównym trenerem kadry oraz Krystyną Babirecką i Zbigniewem Katnerem). Jako trener pływania pracował z kadrą pięciobojową do 1980, następnie odpowiadał w związku za organizację szkolenia.
Pochowany na cmentarzu Powązki Wojskowe w Warszawie (kwatera B26-2-20).

## Odznaczenia
- Krzyż Kawalerski Orderu Odrodzenia Polski (1977),
- Krzyż Oficerski Orderu Odrodzenia Polski (2002) – „za wybitne zasługi dla rozwoju sportu”[5].
- Krzyż Walecznych (1944)
- Srebrny Krzyż Zasługi,
- Krzyż Armii Krajowej,
- Warszawski Krzyż Powstańczy,
- Krzyż Partyzancki,
- Krzyż Narodowego Czynu Zbrojnego,
- Medal Komisji Edukacji Narodowej,
- Medal PKOL,
- Złota Odznaka Za Zasługi Dla Warszawy.